# فیلیپ گیپس
فیلیپ گیپس (انگلیسی: Philip Gips؛ ۲۸ مارس ۱۹۳۱ – ۳ اکتبر ۲۰۱۹) طراح گرافیک و طراح پوستر فیلم آمریکایی بود.
گیپس بومی برانکس بود و از دانشکده هنر و معماری ییل و نیز کوپر یونیون فارغ‌التحصیل شد.
برجسته‌ترین کارهای او پوسترهای فیلم بچه رزماری رومن پولانسکی، قهرمان اسکی مایکل ریچی و بیگانه ریدلی اسکات بودند. همه اینها در فهرست ۵۰ پوستر برتر منتخب تمام ادوار مجله پرومیر قرار گرفتند. از میان دیگر آثار پرشمار او تامی، کریمر علیه کریمر، اینطور چیزها و انتخاب سوفی را می‌توان نام برد. گیپس همچنین لوگوی کانال اسپرت ای‌اس‌پی‌ان را خلق کرد.
فیلیپ گیپس در تاریخ ۳ اکتبر ۲۰۱۹ در بیمارستانی در وایت پلینز، نیویورک در سن ۸۸ سالگی درگذشت.